# Fontana delle Ancore
La fontana delle Ancore è una fontana monumentale di Brindisi. La fontana si trova in piazza Cairoli e risale al 1937. 
Una prima piccola fontana venne realizzata nel 1921 e aveva un solo zampillo d'acqua; nel 1931 sul bordo esterno vennero aggiunte due tartarughe e due rospi e al centro erano posti quattro fasci littori in una colonnina che reggevano una coppa; l'attuale fontana venne realizzata sei anni dopo in pietra di Trani e a cura dell'Acquedotto Pugliese.